# Gare d’Ambérieu
Gare d’Ambérieu – stacja kolejowa w Ambérieu-en-Bugey, w departamencie Ain, w regionie Owernia-Rodan-Alpy, we Francji. Znajduje się na skrzyżowaniu linii z Lyonu do Genewy oraz z Mâcon do Ambérieu. Teren dworca, który obejmuje około 2 km, ma wiele udogodnień, w tym dworzec pasażerski, stację rozrządową oraz parowozownię.